# Route 385 (Québec)
Pour les articles homonymes, voir Route 385.
La route 385 (R-385) est une route régionale québécoise d'orientation nord / sud située sur la rive nord du fleuve Saint-Laurent. Elle dessert la région administrative de la Côte-Nord.

## Tracé
La route 385 débute à Forestville à l'angle de la route 138. Elle traverse la forêt pour se rendre à la Centrale Bersimis-1, dans un territoire non organisé appelé Lac-au-Brochet. Autrefois, ce qui est aujourd'hui le terminus nord de la route était occupé par le village de Labrieville. La route sert également d'accès aux chemins forestiers du secteur.

## Localités traversées (du sud au nord)
Liste des municipalités dont le territoire est traversé par la route 385, regroupées par municipalité régionale de comté.

### Côte-Nord
La Haute-Côte-Nord
- Forestville
- Colombier
- Lac-au-Brochet (TNO)

## Intersections majeures
| MRC                | Municipalité   | km    | Destinations                   | Notes |
| ------------------ | -------------- | ----- | ------------------------------ | ----- |
| La Haute-Côte-Nord | Forestville    | 0,00  | R-138 – Baie-Comeau, Tadoussac |       |
| La Haute-Côte-Nord | Lac-au-Brochet | 83,90 | Centrale Bersimis-1            |       |
|                    |                |       |                                |       |